# (39420) Elizabethgaskell
(39420) Elizabethgaskell est un astéroïde de la ceinture principale de la famille de Hungaria qui porte le nom de la romancière britannique Elizabeth Gaskell.

## Description
(39420) Elizabethgaskell est un astéroïde de la ceinture principale, de la famille de Hungaria. Il présente une orbite caractérisée par un demi-grand axe de 1,96 UA, une excentricité de 0,08 et une inclinaison de 21,5° par rapport à l'écliptique.

## Compléments